# Santa Lucia di Piave
Santa Lucia di Piave (velenceiül Santa Łusia de Piave) település Olaszországban, Veneto régióban, Treviso megyében Piave folyó mentén helyezkedik el.
Lakosainak száma 9143 fő (2023. január 1.). Santa Lucia di Piave Cimadolmo, Conegliano, Mareno di Piave, Spresiano, Susegana és Nervesa della Battaglia községekkel határos.

## Történelme
Első írásos említése 958-ból maradt ránk, Saint Lucia villája említésre kerül a Lovadina bírósága alá tartozó területek dokumentumaiban. A középkori temploma a hagyományos nyugati-keleti tájolású volt, amely földrengésben megsérült, ezért az 1800-as évek elején lerombolták, hogy a helyére a ma is látható, de már észak-déli fekvésű templomot építsenek fel. Granzában felismerhetőek néhány házban a középkori Sottoselva majorság diadalívének részei, amely a Follina-apátságtól függő középkori gazdaság volt. Ebben az időszakban a falu neve Santa Lucia sub Silva volt. A Portici-i Collalto-i grófok hozták létre azt a manufaktúrát (ami még a Napóleoni telekkönyvben azonosítható) mely segítségével ellenőrzésük alatt tartották a piacot.
Itt zajlott le 1372. december 9-én a magyarok és a velenceiek közötti csata, amely a dalmáciával és a kereskedelmi forgalommal kapcsolatos vita eldöntésére szolgált és a magyarok győzelmével ért véget. A folyót a Nervesai és Lovadina-hegyek között Treviso felé terelték. 
A településre 1797-ben gazdag velencei családok költöztek, akik a 17. század vége és az 1800-as évek közepe között építették fel mai napig fontos rezidenciáikat, mint a Villa Corner Campana-t és a Palazzo Ancilotto-t. Az utóbbit 2017-ben vásárolta meg az önkormányzat és jelenleg felújítás alatt áll, hogy múzeum legyen. 
Az I. világháború idején - 1916. január 1-től 1917. novemberéig - a közigazgatási területén volt a Királyi Lövészek iskolájának székhelye. Santa Lucia 1917-1918. október 28-a között a Piave menti olasz és osztrák-magyar frontvonalon helyezkedett el. A lakosság egy része elmenekült, a helyi közigazgatás Firenzébe költözött, de Monsignor Morando atya bátorítása mellett sokan helyben maradtak. A falu 1918. október végén a szövetségesek útvonalán találta magát, először a Papadopoli szigetről érkező angolok által. 1918 október 28-án a Comoi gyalogság a santa lucia-i ütközetben hozzájárulván az osztrák front végleges áttöréséhez a vittorio veneto-i csata részeként. Ugyanezen a napon Santa Lucia felszabadult.
A II. világháború alatt a település csak érintőlegesen vett részt a harcokban a területein áthaladó Velence-Udine között futó vasútvonal bombázása miatt. A német parancsnokság 1943. szeptember 8. után, míg a felszabadító szövetséges, lengyel csapatok 1945. április 30-tól költöztek be az Ancilotto palotába.

## Gazdaság
A Piave folyó völgyének agyagos, ásványi anyagokban gazdag, termékeny talaja kiválóan alkalmas a szőlőtermesztésre, e területen élők már több mint 3000 éve foglalkoznak bortermeléssel. Santa Lucia di Piave közelében húzódik a világhírű Prosecco borvidék, ahol a Conegliano Valdobbiadene Prosecco Superiore DOCG eredetvédelemmel ellátott fehér pezsgőt (habzóbor)állítják elő.

## Nevezetességei
A település az I. világháború 100 évének lezárása emlékére egy gyönyörű I. világháborús múzeumot hozott létre az egykori kaszárnya területén, amely a királyi lövészek székhelyeként szolgált. A múzeum értékes magyar tárgyakat is bemutat. 
A község számos nagyszabású rendezvényt bonyolít le, melyeken több tízezer ember is megfordul. Ezek egyike a februári utcai farsangi karnevál, amelyen több traktor húz feldíszített kocsikat, melyek előtt az adott település diákjai és felnőttjei adnak folyamatos haladás mellett szórakoztató táncos műsorokat konfetti zápor közepette. Jelentős rendezvényük még a Kézműves Sörfesztivál (Fiera della Birra Artigianale), a nyári Prosecco fesztivál vagy az általában novemberben tartott, méltán híres középkori vásár (Antica Fiera) kimagasló műsorain több tízezer ember vesz részt.
Santa Lucia di Piave messze földön híres mezőgazdasági vásáráról, amelyet 1313-tól rendeznek meg. Az évszázadok során háborúk, forradalmak és természeti katasztrófák sújtották a vidéket, ennek ellenére a vásárt változatlan formában, szinte minden év december 13-án megrendezték. A 20. században végbemenő iparosodás minőségi változást hozott a vásár történetében is, így az agrártechnológiai újítások bemutatása 1946 óta a kiállítás szerves részét képezik.

## Népesség
A település népességének változása:
| Lakosok száma | 9195 | 9160 | 9143 |
|               | 2017 | 2018 | 2023 |